# 白塔街道 (大竹县)
白塔街道，是中华人民共和国四川省达州市大竹县下辖的一个乡镇级行政单位。大竹县人民政府白塔街道办事处成立于2015年6月15日，于2015年7月1日正式挂牌。2019年12月，撤销竹北乡，将其所属行政区域划归白塔街道管辖。2020年6月，将白塔街道幸福社区部分居民组（一环路北段54—168号双号）、新华路居民组、东电居民组所属行政区域划归竹阳街道管辖。将竹阳街道新华社区部分居民组（一环路北段1—73号单号）所属行政区域划归白塔街道管辖。

## 行政区划
白塔街道下辖以下地区：
街道社区、云台村、大阳村、南马村、五丰村、万家村、双马村和白塔村。